# Papinsko sveučilište
Papinsko ili pontifikalno sveučilište, također i sveučilište papinskog prava, je Crkveno sveučilište koje je utemeljila i kojim upravlja Sveta Stolica te među svojim sastavnicama posjeduje i onu teološku, filozofsku i kanonskopravnu. Svako papinsko sveučilište djeluje prema uputama apostolskih konstitucija Sapientia christiana i Veritatis gaudium. Najpoznatija papinska sveučilišta smještena su u Rimu i Vatikanu.
Djelovanje i crkveno-pravni status papinskih sveučilišta određeni su čl. 815.-817. Zakonika kanonskog prava.